# سابور بن بابك
سابور بن باباك بن ساسان هو أحد حكام إصطخر، تولى بعد وفاة والده باباك الذي قتل جوزهر حاكم الولاية الفارسية، ولاكن سابور قتل بحادثة في الوقت المناسب فخلفه ابنه أردشير الأول